# Айнзидельн
Айнзидельн, в старом написании Эйнзидельн (нем. Einsiedeln) — крупнейший в Швейцарии паломнический центр, коммуна в кантоне Швиц, расположенная северо-восточнее одноимённого города. В последнее время развивается также как горнолыжный курорт.
Население 16 106 человек (на 31 декабря 2019 года). Коммуна имеет статус города.

## История
Айнзидельн возник вокруг знаменитого бенедиктинского аббатства, основанного в 934 году св. Майнрадом. В 1274 году аббатство было наделено правами княжества в составе Священной Римской империи. С XIV века — крупнейший в Швейцарии центр почитания «чёрной мадонны».
Айнзидельн — родной город Парацельса (бродячего врачевателя, который изобрёл слово «цинк»). В 1516-18 гг. в одной из приходских церквей служил священником известный деятель Реформации — Цвингли.

## Население
Среди жителей преобладают немцы-католики.

## Административные данные
Официальный код — 1301.
В состав коммуны входят Беннау, Виллерцелль и Тракслау.
Коммуна образует округ Айнзидельн.